# Lys-lez-Lannoy
Pour les articles homonymes, voir Lys.
Lys-lez-Lannoy [lis le lanwa] est une commune française située dans le département du Nord, en région Hauts-de-France. Elle fait partie de la Métropole européenne de Lille.

## Géographie

### Localisation
1. Carte dynamique
2. Carte Openstreetmap
3. Carte topographique
4. Carte avec les communes environnantes

Lys-lez-Lannoy est attenante à la ville de Roubaix, à proximité de la Belgique.
Cette ville est située dans le canton de Croix depuis 2015, avant cette date la ville était comprise dans le canton de Lannoy.
Elle fait partie de l'arrondissement de Lille, de la Métropole européenne de Lille et de la septième circonscription du Nord.
| Roubaix    |                | Leers     |
|            | Lys-lez-Lannoy |           |
| Lannoy Hem |                | Toufflers |

### Quartiers
- Bon Poste-Nouveau Monde
- Justice-Lavandière
- Cohem-Vert Pré
- Centre
- Fresnoy
- Saint-Luc

### Hydrographie

#### Réseau hydrographique
La commune est située dans le bassin Artois-Picardie. Elle est drainée par le riez et les Trieux de Carihem,,.

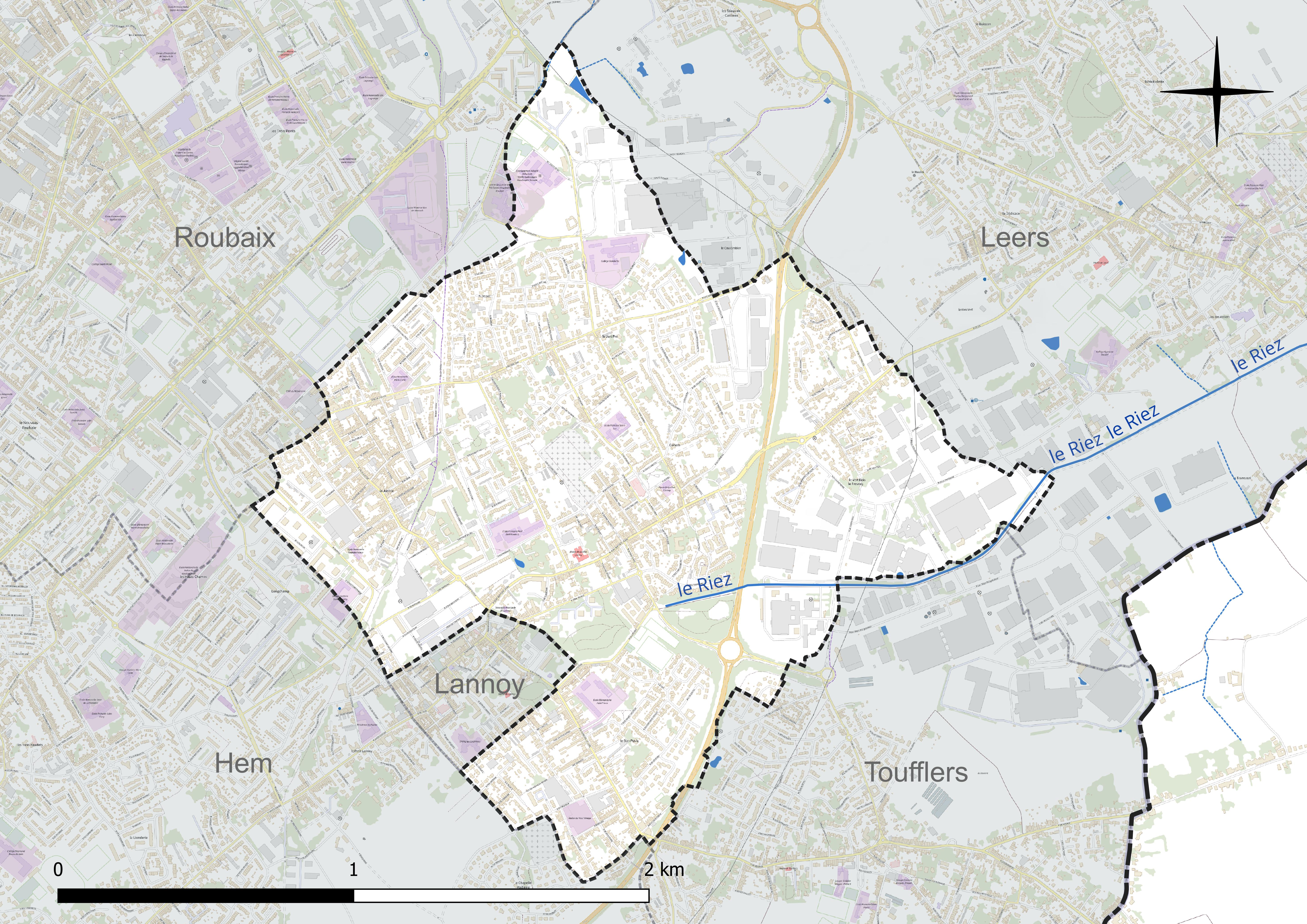
Réseau hydrographique de Lys-lez-Lannoy.

#### Gestion et qualité des eaux
Le territoire communal est couvert par le schéma d'aménagement et de gestion des eaux (SAGE) « Marque Deûle ». Ce document de planification concerne un territoire de 1 120 km2 de superficie, délimité par les bassins versants de la Marque et de la Deûle, formant une vaste cuvette sédimentaire de 40 km de long et de 25 km de large, où la pente est très faible. Le périmètre a été arrêté le 2 décembre 2005 et le SAGE proprement dit a été approuvé le 9 mars 2020. La structure porteuse de l'élaboration et de la mise en œuvre est la Métropole européenne de Lille. 
La qualité des cours d'eau peut être consultée sur un site dédié géré par les agences de l'eau et l'Agence française pour la biodiversité. 

### Climat
Pour des articles plus généraux, voir Climat des Hauts-de-France et Climat du Nord.
En 2010, le climat de la commune est de type climat océanique dégradé des plaines du Centre et du Nord, selon une étude du CNRS s'appuyant sur une série de données couvrant la période 1971-2000. En 2020, Météo-France publie une typologie des climats de la France métropolitaine dans laquelle la commune est exposée à un climat océanique et est dans la région climatique  Nord-est du bassin Parisien, caractérisée par un ensoleillement médiocre, une pluviométrie moyenne régulièrement répartie au cours de l'année et un hiver froid (3 °C). 
Pour la période 1971-2000, la température annuelle moyenne est de 10,7 °C, avec une amplitude thermique annuelle de 14,4 °C. Le cumul annuel moyen de précipitations est de 692 mm, avec 11,8 jours de précipitations en janvier et 8,9 jours en juillet. Pour la période 1991-2020, la température moyenne annuelle observée sur la station météorologique la plus proche, située sur la commune de Lesquin à 12 km à vol d'oiseau, est de 11,3 °C et le cumul annuel moyen de précipitations est de 740,0 mm,. Pour l'avenir, les paramètres climatiques de la commune estimés pour 2050 selon différents scénarios d'émission de gaz à effet de serre sont consultables sur un site dédié publié par Météo-France en novembre 2022.

## Urbanisme

### Typologie
Au 1er janvier 2024, Lys-lez-Lannoy est catégorisée grand centre urbain, selon la nouvelle grille communale de densité à sept niveaux définie par l'Insee en 2022.
Elle appartient à l'unité urbaine de Lille (partie française), une agglomération internationale regroupant 60  communes, dont elle est une commune de la banlieue,,. Par ailleurs la commune fait partie de l'aire d'attraction de Lille (partie française), dont elle est une commune du pôle principal,. Cette aire, qui regroupe 201 communes, est catégorisée dans les aires de 700 000 habitants ou plus (hors Paris),.

### Occupation des sols
L'occupation des sols de la commune, telle qu'elle ressort de la base de données européenne d'occupation biophysique des sols Corine Land Cover (CLC), est marquée par l'importance des territoires artificialisés (99,8 % en 2018), en augmentation par rapport à 1990 (91,3 %). La répartition détaillée en 2018 est la suivante : 
zones urbanisées (70 %), zones industrielles ou commerciales et réseaux de communication (29,8 %), terres arables (0,2 %). L'évolution de l'occupation des sols de la commune et de ses infrastructures peut être observée sur les différentes représentations cartographiques du territoire : la carte de Cassini (XVIIIe siècle), la carte d'état-major (1820-1866) et les cartes ou photos aériennes de l'IGN pour la période actuelle (1950 à aujourd'hui).

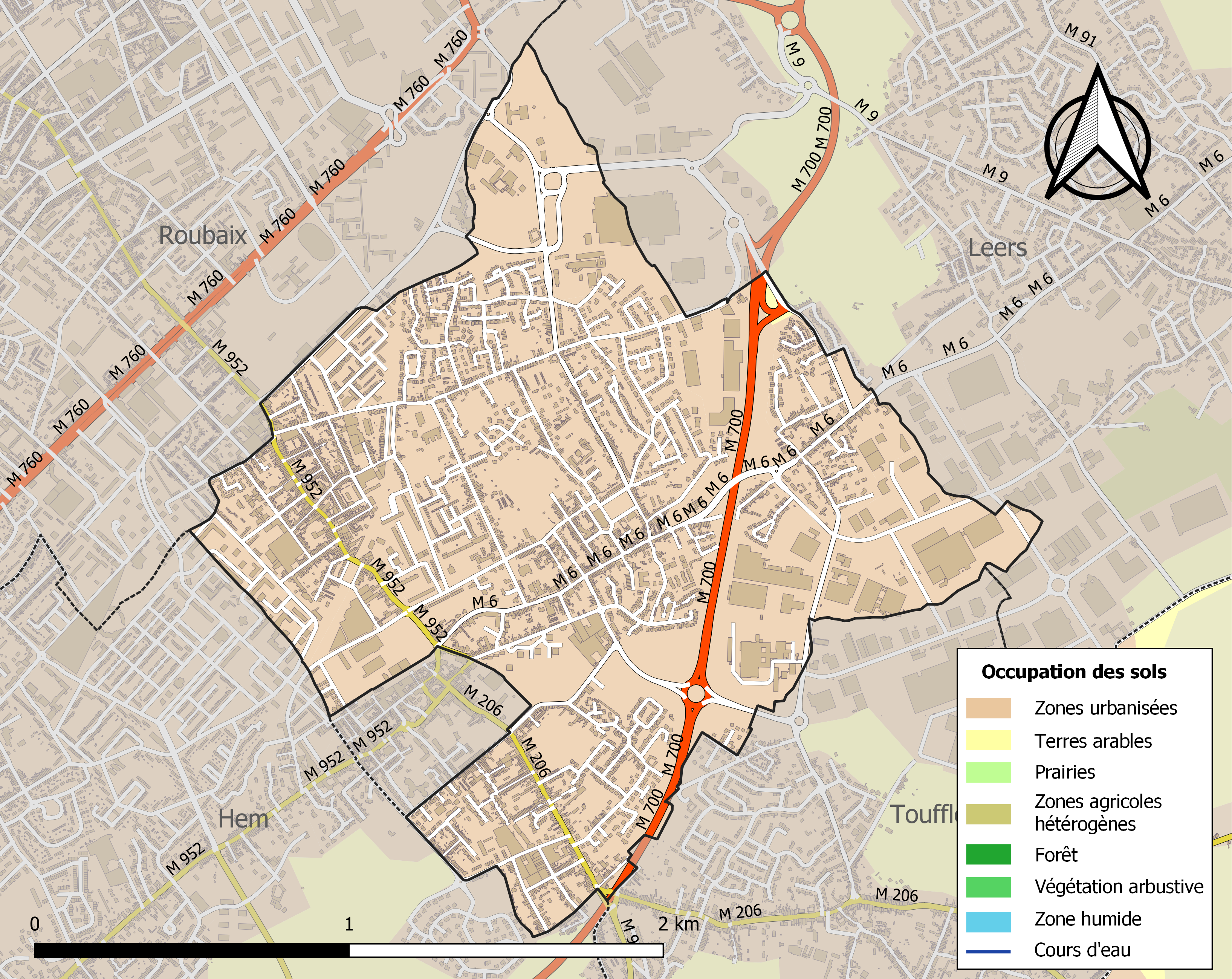
Carte des infrastructures et de l'occupation des sols de la commune en 2018 (CLC).

### Voies de communication et transports
Par le passé, jusque dans les années 1980, la ville possédait une gare commune avec la ville de Lannoy appelée Lannoy-Lys et une ligne de Mongy (Tramway) reliant la ville de Toufflers à Roubaix. La gare est édifiée en 1878 et détruite en 1983.
La commune est desservie, en 2023, par les Lianes 3 et 4, les lignes 33, 60E, 66, 78, 910, 945, 967, 968, CIT5 et par la ligne de transport à la demande 23R du réseau Ilévia.

## Toponymie
Durant la Révolution, la commune porte le nom de Lannoy-du-Nord.
Ses habitants sont appelés les Lyssois.

## Histoire

### Avant 1789
Des fouilles archéologiques menées en 1984 ont permis de prouver que le territoire de Lys était occupé dès l'époque gallo-romaine.
Le premier document certain attestant l'existence de Lys-lez-Lannoy (orthographié Lis) date de 1164. L'histoire de cette ville est indissociable de la ville de Lannoy. Plusieurs fois ces villes furent en conflit à propos d'une fusion.
Lys-les-Lannoy était avant la Révolution française, le siège de plusieurs fiefs donnant à leur possesseur le titre de seigneur.
Millécamps était un de ces fiefs. Peu avant 1789, il est détenu par un membre de la famille de Ghesquière, seigneurs de Nieppe et de Stradin (sur Houthem), etc. : Ignace François Ghesquière (1710-1772), écuyer, fils de Pierre Ghesquière II, est seigneur de Stradin après son père. Il nait à Lille en janvier 1710 (baptisé le 8 janvier 1710). Après sa réclamation du 23 juillet 1733, il est convoqué aux assemblées des nobles de Flandre. Il est également seigneur de Millécamps, fief pour lequel il verse le relief (paye les taxes) le 27 mai 1740 au prince de Rohan (sans doute Charles de Rohan-Soubise) du fait de son marquisat de Roubaix. Il est ministre général de la bourse des pauvres, receveur de la maison des Vieux Hommes à Lille de 1741 à 1762. Il devient seigneur de Nieppe après la mort de son neveu Louis Balthazar Joseph, et en verse le relief le 5 octobre 1769. Il meurt célibataire le 5 janvier 1772,.
En 1772, Jean Marie Joseph Ghesquière (1755-1791) hérite du fief de Millécamps et succède à son oncle Ignace François. Il est le dernier seigneur de Millécamps (la Révolution française, abolit les titres de noblesse, de seigneur etc.). Jean Marie Joseph Ghesquière est le fils de François Michel Ghesquière, écuyer, seigneur de Nieppe, de Stradin, de Warenghien (sur Avelin), échevin de Lille, trésorier héréditaire de la ville de Lille, administrateur de la charité générale, marguillier de la paroisse de La Madeleine à Lille, et de Marie Claire Chappuzeau de Beaugé. Il nait à Lille en septembre 1755 (baptisé le 25 septembre 1755), meurt sans alliance à Lille le 25 février 1791, est inhumé dans l'église de Nieppe. Il a été officier au régiment provincial de Lille en 1774. Il est le frère jumeau de Michel Antoine Joseph Ghesquière(1755-1788), seigneur de Warenghien.

### Depuis 1789
Au XIXe siècle, il y eut un mariage forcé des deux communes, proposé par le maire de Lannoy et autorisé par le préfet du Nord en septembre 1867. Le Conseil d'État, dans l'un de ses arrêts, a annulé cette union forcée le 14 février 1868. À la même époque, la ville se développe avec l'essor industriel. Elle accueille en particulier plusieurs filatures, laineries…
Le 28 septembre 1885, alors que le député bourgeois Achille Scrépel y organise un meeting politique pour renforcer ses chances électorales, les anarchistes de la région, menés par Pierre Martinet, s'y rendent par centaines et peuvent contrôler le vote pour éviter qu'il ne soit élu comme président du meeting. Le député essaie de se faire élire une deuxième fois, sans succès, puis un conflit très important se déclare - Martinet et d'autres anarchistes essayant de frapper le député alors qu'il demande un troisième vote. Lorsque le maire entre dans la pièce pour séparer les républicains et les anarchistes, ces derniers pensent qu'il s'agit du commissaire de police et le frappent au visage, avant qu'il ne s'enfuie, le visage ensanglanté. Les anarchistes se dispersent ensuite : Martinet est arrêté le lendemain à Roubaix.
La commune, au cours des deux guerres mondiales, a été occupée par les Allemands. Pour la Seconde Guerre mondiale, elle a été libérée par les troupes anglaises et polonaises qui ont stationné dans les châteaux de la ville de Lannoy.

## Politique et administration

### Politique de développement durable
La commune s'est engagée dans une politique de développement durable en lançant une démarche d'Agenda 21.

### Instances judiciaires et administratives
La commune relève du Tribunal judiciaire de Lille, de la Cour d'appel de Douai, du Tribunal pour enfants de Lille, du tribunal de commerce de Lille Métropole, du Tribunal administratif de Lille et de la Cour administrative d'appel de Douai.

### Jumelages
La ville de Lys-lez-Lannoy est jumelée depuis 1991 avec la ville de Lotte en Allemagne.

## Population et société

### Démographie

#### Évolution démographique
L'évolution du nombre d'habitants est connue à travers les recensements de la population effectués dans la commune depuis 1793. Pour les communes de plus de 10 000 habitants les recensements ont lieu chaque année à la suite d'une enquête par sondage auprès d'un échantillon d'adresses représentant 8 % de leurs logements, contrairement aux autres communes qui ont un recensement réel tous les cinq ans,.

En 2022, la commune comptait 13 987 habitants, en évolution de +4,85 % par rapport à 2016 (Nord : +0,51 %, France hors Mayotte : +2,11 %).
| 1793 | 1800 | 1806 | 1821 | 1831 | 1836  | 1841  | 1846  | 1851  |
| ---- | ---- | ---- | ---- | ---- | ----- | ----- | ----- | ----- |
| 750  | 407  | 659  | 903  | 958  | 1 072 | 1 171 | 1 375 | 1 349 |

| 1856  | 1861  | 1866  | 1872  | 1876  | 1881  | 1886  | 1891  | 1896  |
| ----- | ----- | ----- | ----- | ----- | ----- | ----- | ----- | ----- |
| 1 484 | 1 700 | 1 983 | 2 480 | 3 027 | 3 773 | 4 295 | 4 892 | 5 604 |

| 1901  | 1906  | 1911  | 1921  | 1926  | 1931  | 1936  | 1946  | 1954  |
| ----- | ----- | ----- | ----- | ----- | ----- | ----- | ----- | ----- |
| 6 225 | 6 544 | 6 648 | 6 292 | 6 919 | 7 278 | 6 950 | 6 556 | 6 746 |

| 1962  | 1968   | 1975   | 1982   | 1990   | 1999   | 2006   | 2011   | 2016   |
| ----- | ------ | ------ | ------ | ------ | ------ | ------ | ------ | ------ |
| 6 943 | 10 410 | 10 984 | 11 077 | 12 300 | 13 018 | 12 632 | 13 378 | 13 340 |

| 2021   | 2022   | - | - | - | - | - | - | - |
| ------ | ------ | - | - | - | - | - | - | - |
| 13 793 | 13 987 | - | - | - | - | - | - | - |

#### Pyramide des âges
La population de la commune est relativement jeune.
En 2018, le taux de personnes d'un âge inférieur à 30 ans s'élève à 38,5 %, soit en dessous de la moyenne départementale (39,5 %). À l'inverse, le taux de personnes d'âge supérieur à 60 ans est de 21,1 % la même année, alors qu'il est de 22,5 % au niveau départemental.
En 2018, la commune comptait 6 504 hommes pour 6 967 femmes, soit un taux de 51,72 % de femmes, légèrement inférieur au taux départemental (51,77 %).
Les pyramides des âges de la commune et du département s'établissent comme suit.
| Hommes | Classe d’âge | Femmes |
| ------ | ------------ | ------ |
| 0,3    | 90 ou +      | 0,3    |
| 4,4    | 75-89 ans    | 6,9    |
| 14,8   | 60-74 ans    | 15,4   |
| 20,2   | 45-59 ans    | 20,9   |
| 19,9   | 30-44 ans    | 19,8   |
| 18,5   | 15-29 ans    | 18,2   |
| 22,0   | 0-14 ans     | 18,5   |

| Hommes | Classe d’âge | Femmes |
| ------ | ------------ | ------ |
| 0,5    | 90 ou +      | 1,4    |
| 5,3    | 75-89 ans    | 8,1    |
| 14,8   | 60-74 ans    | 16,2   |
| 19,1   | 45-59 ans    | 18,4   |
| 19,5   | 30-44 ans    | 18,7   |
| 20,7   | 15-29 ans    | 19,1   |
| 20,2   | 0-14 ans     | 18     |

### Enseignement

#### Écoles maternelles
- Anatole-France
- Marie-Curie
- Paul-Bert
- Saint-Luc (privé)
- Petit-Prince

#### Écoles primaires
- Petit-Prince
- Paul-Bert
- Saint-Luc (privé)

#### Enseignement secondaire
- Collège Léon-Gambetta
- E.R.E.A. établissement régional d'enseignement adaptée

### Manifestations culturelles et festivités

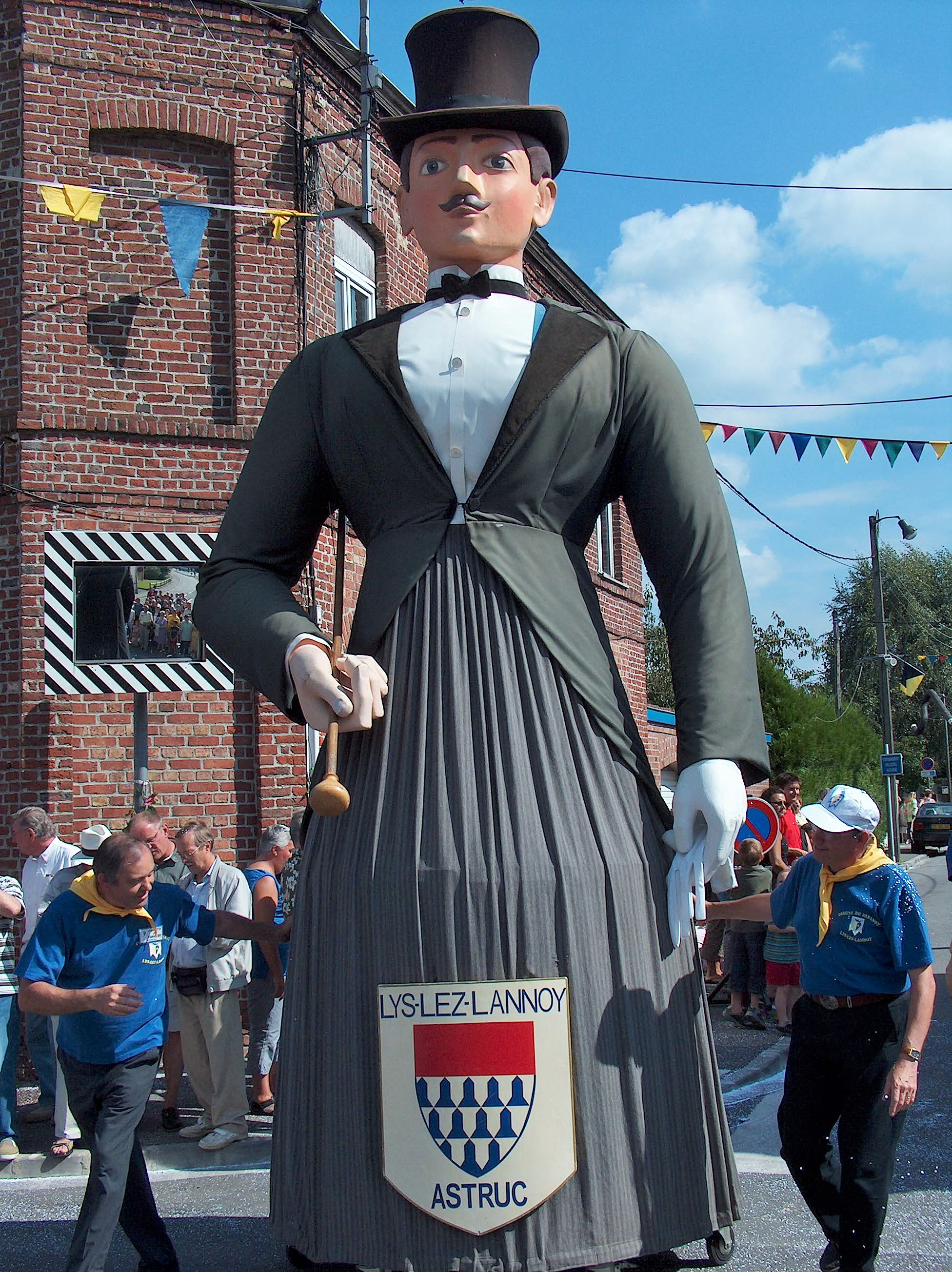
gayant Astruc.

La commune possède un géant (gayant) nommé Astruc mais celui-ci n'est pas l'original car il fut détruit dans un incendie au début du XXe siècle. Il fut reconstruit dans les années 1980 sous l'impulsion de l'adjoint à l'animation de cette époque, Daniel Chabasse, qui fut maire de la commune plus tard.
- Salon de la bande dessinée « Bulles en Nord »
- Festivités du Fresnoy (fin aout)
- Braderies annuelles des 1er et 8 mai

### Sports
- Stade Jean-Cholle
- Complexe Léo-Lagrange
- Complexe Jules-Ferry
- Salle de Judo et boxe
- Piscine des trois villes partagée avec les villes de Hem et Roubaix
- Terrain multisports[34]
- Clubs sportifs
  - CP Lys-lez-Lannoy Lille Métropole pour le tennis de table, championnes de France de Pro A en 2011, championnes d'Europe en 2016
  - La Stella Lys pour le football
  - Mouvement Volley-ball Lyssois pour le volley-ball

## Culture locale et patrimoine

### Lieux et monuments
- Église Saint-Luc de 1904
- Monument aux morts dans le cimetière
- Monument du souvenir (guerre mondiale) dans le quartier du Bon Poste
- Chapelle du Nouveau Monde

### Équipements culturels
- L'espace culturel Agora Maurice-Codron
- La Ferme du Gauquier

#### Salles des fêtes
- Salle des fêtes André-Desmulliez
- Salle des fêtes Éden

### Patrimoine naturel
- Parc Maréchal
- Parc urbain Éden
- Square du Général-de-Gaulle
- La trouée verte sur l'emplacement de l'ancienne voie ferrée
- Parc Jean-Ferrat (anciennement Parc aux Biches)

### Personnalités liées à la commune
- Arnaud Tournant, champion du monde de cyclisme.
- Dinah Derycke, femme politique française, sénatrice du Nord, de 1997 à 2002.
- Pilamm (1929-2005), dessinateur de bandes dessinées.

### Héraldique
|  | Les armes de Lys-lez-Lannoy se blasonnent ainsi : De vair au chef de gueules. |

## Pour approfondir